# Ignacy Blum

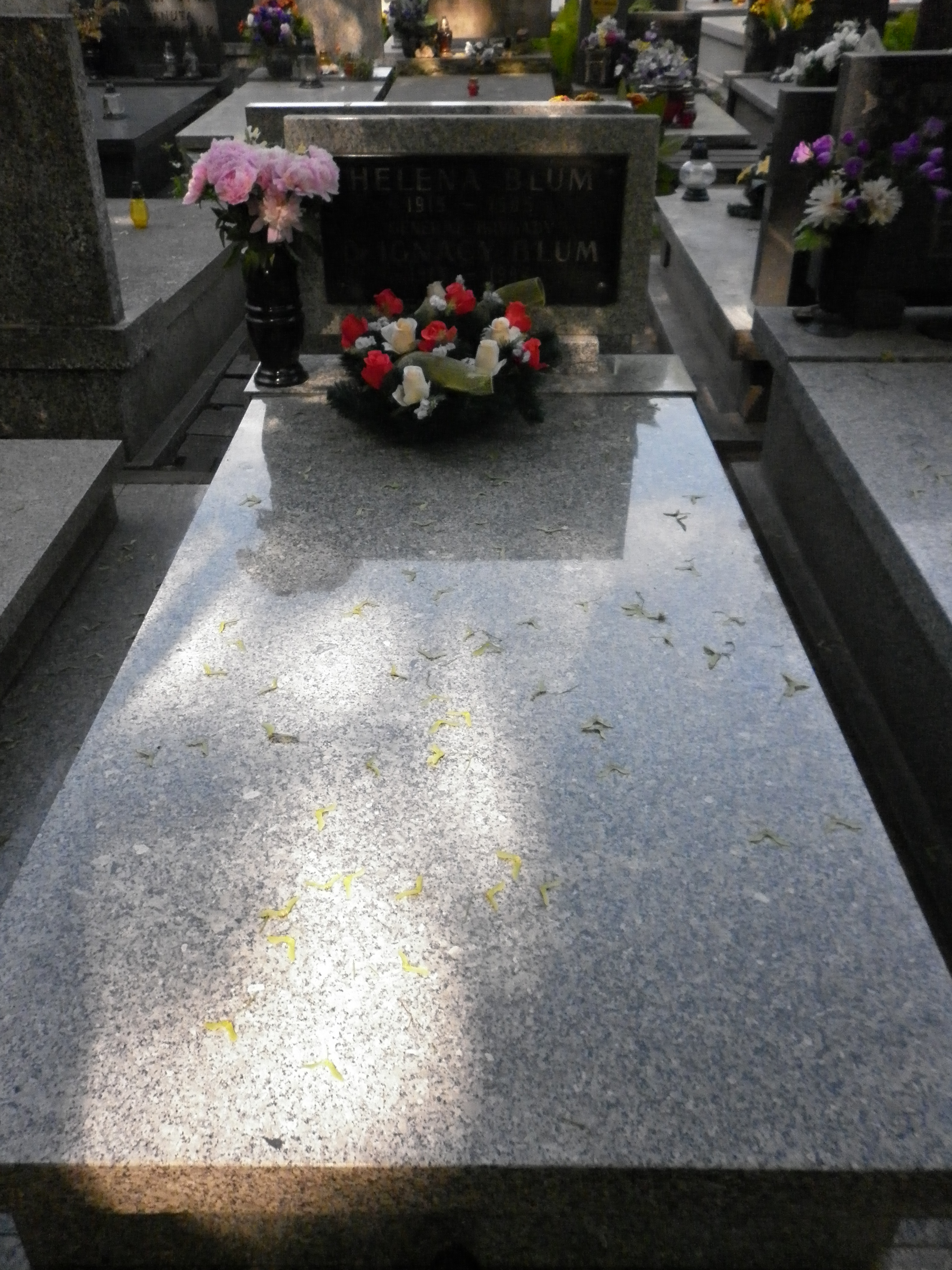
Grób Ignacego Bluma na Cmentarzu Wojskowym na Powązkach w Warszawie

Ignacy Blum (ur. 2 kwietnia 1913 w Leszczańcach koło Buczacza, zm. 7 kwietnia 1994 w Warszawie) – generał brygady Wojska Polskiego.

## Życiorys
Urodzony w Leszczańcach w żydowskiej rodzinie, z którą podczas I wojny światowej przebywał na terenie późniejszej Czechosłowacji. Od 1920 w Buczaczu, gdzie w 1926 skończył szkołę powszechną, a od 1927 w Czortkowie, gdzie w 1931 ukończył Państwowe Gimnazjum im. Juliusza Słowackiego i podjął pracę w biurze adwokackim. Po wybuchu II wojny światowej pozostał w Czortkowie (zajętym przez ZSRR) i pracował tam w fabryce cukierków, a 1940–1941 studiował historię na Uniwersytecie Lwowskim. Po ataku Niemiec na ZSRR 22 czerwca 1941 powołany do armii sowieckiej, do 1943 służył w batalionie budowlanym Armii Czerwonej. W maju 1943 wstąpił do armii Berlinga, po przybyciu do obozu w Sielcach nad Oką został dowódcą drużyny topograficznej. Uczestnik bitwy pod Lenino jako zastępca dowódcy plutonu topograficznego. Wiosną 1944 ukończył szkołę podchorążych w Riazaniu. Od maja 1944 służył jako oficer polityczno-wychowawczy 1 Dywizji Piechoty im. Tadeusza Kościuszki. Zajmował kolejne eksponowane stanowiska, m.in. w służbie rolno-gospodarczej WP. Był szefem Zarządu Politycznego Dowództwa Okręgu Wojskowego nr VII w Lublinie. Od stycznia 1949 w Głównym Zarządzie Polityczno-Wychowawczym, w którym 2 czerwca 1950 został zastępcą szefa Oddziału II Propagandy. 1955 ukończył studia historyczne na Uniwersytecie Warszawskim. W październiku 1958 awansowany na generała brygady. Od czerwca 1960 pełnomocnik ministra obrony narodowej przy Polskiej Akademii Nauk. W listopadzie 1962 został doktorem nauk humanistycznych w Wojskowej Akademii Politycznej.
Członek PPR, a następnie PZPR. Autor wielu opracowań o charakterze historyczno-wojskowym. Pełnił służbę w Głównym Zarządzie Politycznym WP.
W 1968 przeniesiony w stan spoczynku. Zmarł w Warszawie. Pochowany na Cmentarzu Wojskowym na Powązkach (kwatera 12C-2-11).

## Awanse
W trakcie wieloletniej służby w ludowym Wojsku Polskim otrzymywał awanse na kolejne stopnie wojskowe:
- podporucznik - 1944
- porucznik - 1944
- kapitan - 1945
- major - 1946
- podpułkownik - 1947
- pułkownik - 1950
- generał brygady - 1958

## Publikacje
- Udział Wojska Polskiego w walce o utrwalenie władzy ludowej. Walki z bandami UPA, Wojskowy Przegląd Historyczny, Warszawa 1959, nr 1
- Z dziejów aparatu politycznego Wojska Polskiego. Szkice i dokumenty, Warszawa 1957
- Z dziejów Wojska Polskiego w latach 1945-1948: szkice i dokumenty, Warszawa, wyd. 1. 1960, wyd. 2. 1968

## Życie prywatne
Był synem Kopla Karola Bluma (1880-1945) i Reginy z domu Rosenbaum (1885-1945). Mieszkał w Warszawie. Od 1946 żonaty z Heleną z domu Grynszpan (1913-1985).

## Odznaczenia
- Krzyż Oficerski Orderu Odrodzenia Polski (1959)
- Krzyż Kawalerski Orderu Odrodzenia Polski (1946)
- Order Krzyża Grunwaldu III klasy (1946)
- Złoty Krzyż Zasługi (1947)
- Srebrny Krzyż Zasługi (1945)
- Srebrny Medal „Zasłużonym na Polu Chwały” (dwukrotnie, 1945 i 1949)
- Medal 10-lecia Polski Ludowej
- Złoty Medal „Siły Zbrojne w Służbie Ojczyzny” (1958)
- Srebrny Medal Siły Zbrojne w Służbie Ojczyzny
- Brązowy Medal Siły Zbrojne w Służbie Ojczyzny
- Brązowy Medal „Za zasługi dla obronności kraju” (1967)[5]